# Jakub Lapeš
Jakub Lapeš (* 4. července 1999, Hranice) je český profesionální fotbalista, který hraje na pozici brankáře za český klub MFK Karviná.

## Klubová kariéra

### FC Odra Petřkovice
Svou seniorskou fotbalovou kariéru začal v třetiligové Odře Petřkovice v sezoně 2019/20. Během dvou sezon však odehrál pouhých 7 ligových utkání plus dvě pohárová.

### FC Hlučín
V roce 2021 přestoupil do týmu FC Hlučín, kde svými výkony přesvědčil trenéra Filipa Smékala a zaujal místo stabilní brankářské jedničky. Během sezony 2021/2022 se s 14 čistými štíty v 27 utkáních stal nejlepším brankářem Moravskoslezské fotbalové ligy a Hlučín i díky němu obsadil konečnou třetí příčku. V podzimnní části sezony 2022/2023 Lapeš přidal již pouze dvě čistá konta během 16 utkání, za zmínku ovšem stojí další tři vychytané nuly v rámci kvalifikačního kola a prvních dvou kol MOL Cupu. O senzaci se následně ve čtvrtém kole postaral celý tým FC Hlučín s Lapešem v bráně, kdy na domácím hřišti vyřadil z turnaje favorita celé soutěže, prvoligovou Viktorii Plzeň, výsledkem 3:2. Lapešův výkon zaujal vedení prvoligového Slovanu Liberec, díky čemu dostal brankář možnost trénovat v Liberci během zimní přestávky. Nepodařilo se mu však vybojovat místo v sestavě a tak se musel vrátit do Hlučína. Tam se ovšem s vedením nedohodl na nové smlouvě a těsně před startem jarní části sezony 2022/2023 se ocitl bez angažmá. Posledním ligovým utkáním v barvách Hlučína tak pro něj byla domácí prohra 23.11.2022 proti B týmu Slovácka.

### MFK Karviná
Nová kapitola Jakuba Lapeše se začala psát na startu sezony 2023/24, kdy se na začátku července 2023 upsal prvoligovému nováčkovi MFK Karviná. Tam ovšem dostal šanci jen během úvodních dvou červencových utkání proti Zlínu a Olomouci, a jelikož hned druhý pokus se mu úplně nepovedl, mezi třemi tyčemi jej již ve třetím kole nahradil Jiří Ciupa. Během následných kol se pak do skvělé formy dostal Dominik Holec, který si po zbytek sezony upevnil pozici karvinské jedničky, a pro Jakuba Lapeše tak zbylo místo v karvinském B týmu hrajícím Moravskoslezskou fotbalovou ligu, za který po zbytek první sezony v novém působišti odchytal 12 utkání, přičemž čtyřikrát udržel čisté konto a inkasoval pouhých 13 branek.
Situace se značně změnila ve prospěch Jakuba Lapeše na startu příští sezony. Klub totiž opustil ve skvělé formě hrající Dominik Holec, který přestoupil do Baníku Ostrava. V prvním kole nejvyšší české fotbalové soutěže pod novým trenérem Martinem Hyským na domácím hřišti proti Liberci dostal šanci v bráně bývalý hráč Slovanu Milan Knobloch. Tomu ovšem zápas nijak zvlášť nevyšel, když inkasoval 3 branky a Karviná navzdory nadějnému startu a vedení 1:0 prohrála 1:3. V následném zápase sice karvinští s Knoblochem v brance a Lapešem na lavičce porazili díky Memićovu gólu Pardubice těsně 0:1, ovšem ve třetím kole přišel debakl v Plzni, kdy favorit vyhrál rozdílem třídy 5:0 a fanoušci začali volat po změnách v sestavě. Tou hlavní byla právě změna na postu brankáře hned v následujícím 4. kole proti Bohemians, kde sice Karviná prohrála těsně 1:2, ovšem brankář Lapeš byl mezi třemi nejlépe hodnocenými hráči domácího celku společně s Amarem Memićem a Filipem Vechetou. S Lapešem v bráně karvinská defenziva začala hrát klidněji a organizovaněji, což přineslo ovoce hned v 5. kole, kdy Karviná uspěla v Teplicích výsledkem 1:3. Když pak Lapeš v následných 3 kolech udržel 3 čistá konta v řadě, přičemž v 8. kole po domácí výhře 1:0 proti Jablonci byl Lapeš hodnocen jako nejlepší hráč utkání, nebylo již dále pochyb o tom, že Karviná našla novou brankářskou jedničku.

## Klubové statistiky
Aktuální k 30. červnu 2025
| Sezona    | Klub               | Soutěž       | Zápasy | Góly |
| --------- | ------------------ | ------------ | ------ | ---- |
| 2019/2020 | FC Odra Petřkovice | MSFL         | 2      | 0    |
| 2020/2021 | FC Odra Petřkovice | MSFL         | 5      | 0    |
| 2021/2022 | FC Hlučín          | MSFL         | 27     | 0    |
| 2022/2023 | FC Hlučín          | MSFL         | 16     | 0    |
| 2023/2024 | MFK Karviná B      | Fortuna:NL   | 12     | 0    |
| 2023/2024 | MFK Karviná        | Fortuna:Liga | 2      | 0    |
| 2024/2025 | MFK Karviná        | Chance Liga  | 27     | 0    |